# اف شارپ
اف شارپ (به انگلیسی: F Sharp) (به اختصار: #F) یک نمونهٔ عالی از زبان‌های تایپ قوی (سریع) و چند الگویی می‌باشد که از تکنیک‌های (یا الگوهای) برنامه‌نویسی تابعی، امری و شیءگرایی پشتیبانی می‌کند.
از F# اغلب به عنوان یک زبان CLI کراس‌پلتفرم استفاده می‌شود اما از این زبان می‌توان برای تولید کدهای جاوا اسکریپت و کار با GPU استفاده کرد.
F# توسط بنیاد نرم‌افزاری F# توسعه پیدا کرده‌است که شامل: مایکروسافت و بقیه همکاران می‌باشد. متن‌باز بودن و کامپایلر کراس پلتفرم این امکان را به F# می‌دهد تا از آن برای تولید نرم‌افزارهای بنیادی، اصلی و انواع kernelها و … مورد استفاد قرار بگیرد. یکی دیگر از مزیت‌های این زبان پشتیبانی کامل Visual Studio از این زبان می‌باشد به گونه ای که از نسخه ۲۰۰۸ به بعد در تمامی نسخه‌های ویژوال استودیو از این زبان پشتیبانی کامل به عمل آمده که شامل:
1. ویژوال استودیو 2010: F# ۲٫۰
2. ویژوال استودیو 2012: F# ۳٫۰
3. ویژوال استودیو 2013: F# ۳٫۱

و همچنین از دیگر ابزارهای توسعه دهندگان که از زبان F# پشتیبانی می‌کنند، می‌توان به: Mono, MonoDevelop, SharpDevelop and WebSharper اشاره کرد.
F# الهام گرفته شده از زبان برنامه‌نویسی ام‌ال بوده و تحت تأثیر زبان‌های OCaml, C#، پایتون، Haskell, Scala و ارلنگ توسعه پیدا کرده‌است.
Asynchronous parallel programming sample (parallel CPU and I/O tasks):